# BGeek
BGeek (abbreviazione per Bari Geek Festival) è stato un festival internazionale dedicato al fumetto, ai giochi da tavolo, ai videogiochi ed a tutto ciò che fa parte della cosiddetta sottocultura nerd, che si teneva annualmente a Bari. Il festival si tiene annualmente dal 2012: dal 2015 al 2017 è ospitato dal palazzetto sportivo PalaFlorio (in precedenza si era tenuto prima presso il Campusx Bari Terra Di Puglia e dopo presso il Palacarrassi); nel 2018 il festival è stato ospitato all'interno della Fiera del Levante.
Con 15.000 presenze stimate al 2015 ed uno spazio espositivo di circa cinquemila metri quadri il BGeek è la prima fiera per visitatori e grandezza in Puglia. Nel 2016 le presenze attestate all'evento sono state 18.000.
Nel corso delle sue varie edizioni ha ospitato importanti personalità del settore come i fumettisti Dave McKean, Zerocalcare, Milo Manara, Giorgio Cavazzano, Alessandro Bilotta, Emiliano Pagani, Daniele Caluri, Roberto Recchioni, e Lorenza Di Sepio, gli autori di giochi Andrea Angiolino, Spartaco Albertarelli, Andrea Plazzi, Paolo Bacilieri, Maurizio Rosenzweig, il regista Gabriele Mainetti, il doppiatore Maurizio Merluzzo, youtubers come Fraws di Parliamo di Videogiochi, il blogger e youtuber molfettese Lordgirsa Fantasy, l'autore di giochi e cantante Immanuel Casto, il mangaka ed animatore barese Andrea "Yuu" Dentuto, la cosplayer Anzujaamu, il maestro del fumetto giapponese Masami Suda e l'art designer Rafael Albuquerque.

## Edizioni
- Edizione 2012: 22-23 settembre 2012 presso Campusx Bari Terra Di Puglia. 4000 visitatori.
- Edizione 2013: 22-23 settembre 2012 presso Campusx Bari Terra Di Puglia. 6500 visitatori.
- Edizione 2014: 13-14 settembre 2014 presso Palacarrassi. 12000 visitatori.
- Edizione 2015: 27-28 giugno 2015 presso Palaflorio. 15000 visitatori.
- Edizione 2016: 27-28-29 maggio 2016 presso Palaflorio. 18000 visitatori.
- Edizione 2017: 9-10-11 giugno 2017 presso Palaflorio. 20000 visitatori[12]
- Edizione 2018: 8-9 giugno 2018 presso Fiera del Levante.
- Edizione 2019: 1-2 giugno 2019 presso Fiera del Levante.

## Il Premio Barone di Munchausen
Nell'edizione del 2019, il festival assegna il Premio Barone di Munchausen ai “paladini dell’immaginazione”. I primi premi sono stati assegnati a Dave McKean, Alessandro Bilotta e Alessandro Rak.